# Ejvin Bjørnkjær
Ejvin Bjørnkjær (født 19. april 1940 i Hasselholt ved Vinderup, død 11. marts 2025 ) var en dansk journalist, coloumnist, direktør og chefredaktør for Den Liberale Presse.
Chefredaktør ved Næstved Tidende (nu del af Sjællandske Medier) 1973-86, chefredaktør og administrerende direktør ved Den Liberale Presse (nu Dagbladenes Bureau) 1987-2002. Lederskribent og klummeskriver (Politisk parentes) i en række danske provinsdagblade siden 1987.
Tidligere medlem af Dansk Pressenævn, af bestyrelsen for Danske Dagblades Forening og Forhandlingsorganisation, Venstrepressens Bureau, Dagspressens Fond og Venstres Redaktørforening, formand 1999-2002.
Medlem af bestyrelsen for Foreningen af Venstreblade i Danmark fra 1988.
Tidligere medlem af Venstres hovedbestyrelse og forretningsudvalg.
Formand for fonden Guldberg-Plan 1980-2012.

## Hædersbevisninger
- 1999 Ridder af Dannebrogsordenen